# Ingaóra csillagkép

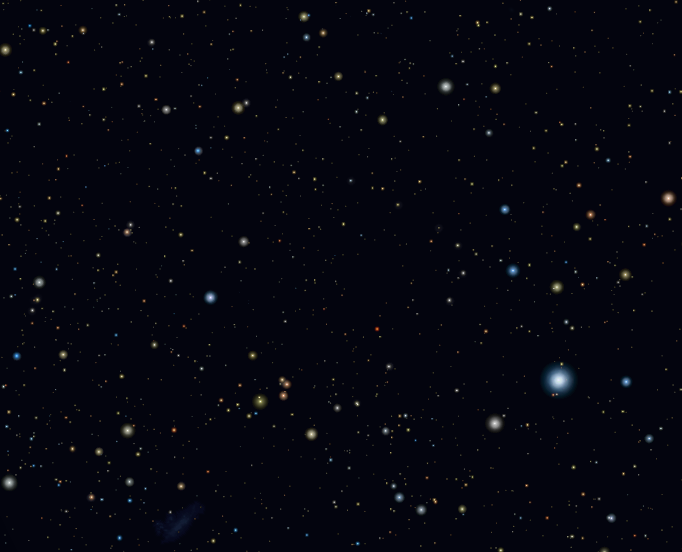
Az Ingaóra csillagkép

Az Ingaóra (latin: Horologium) egy csillagkép.

## Története, mitológia
A csillagképet Nicolas-Louis de Lacaille apát, francia csillagász vezette be a 18. században, és Horologium Oscillitorium-nak nevezte el az ingaórát feltaláló Christiaan Huygens tiszteletére. A csillagkép neve később Horologium-ra rövidült.

## Csillagok
- α Horologii: A Földtől 117 fényév távolságra lévő, 3,8 magnitúdós,

narancssárga színű csillag.
- R Hor: Mira típusú változócsillag, vörös óriás, a fényrendje 400 naponként 5m és 14m között ingadozik.
- TW Hor: vörös óriás, körülbelül félévenként 5m - 6m között változik a fényessége.

## Mélyég-objektumok
(Nincs adat)

## Fordítás
- Ez a szócikk részben vagy egészben  a   Horologium című angol Wikipédia-szócikk fordításán alapul.  Az eredeti cikk szerkesztőit annak laptörténete sorolja fel. Ez a jelzés csupán a megfogalmazás eredetét és a szerzői jogokat jelzi, nem szolgál a cikkben szereplő információk forrásmegjelöléseként.